# Burgos
Burgos är en stad i Spanien, huvudstad i provinsen Burgos, belägen i nordvästra Kastilien och Leon. Staden ligger på Jakobsvägen, och korsas av floderna Arlanzón, Pico och Vena.
Burgos är känd under namnen Caput Castellae (Kastiliens Huvud), Camera regia (Kungliga rummet), Prima voce et fide (Först i tal och tro). Dess flagga har två horisontella ränder av samma bredd, den övre röd och den nedre brun, med stadsvapen i mitten.

## Historia
Det finns lämningar av en neolitisk och järnåldernsbosättning på holmen där Burgos-borgen stod (cerro del Castillo). Staden Burgos grundades dock 884 av den kastilianske greven Diego Rodríguez "Porcelos". Kung Alfons III av Asturien och León beordrade greven Don Diego att grundlägga ett militärt fäste vid Arlanzón floden. Stadens ursprung är därför militär.

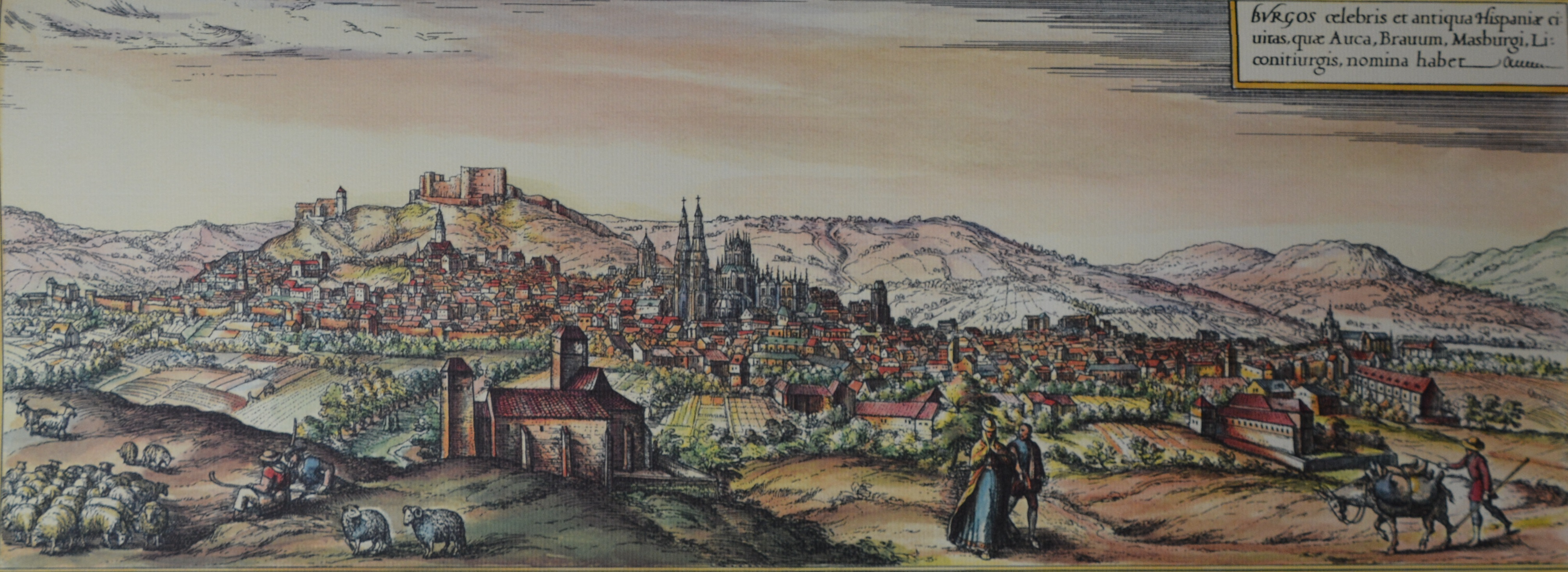
Burgos 1582

Staden styrdes direkt av kungarna av León. Cirka 930 blev Burgos huvudstad av Kastiliens grevskap, när grevskapet blev självständigt från León under greven Fernán González. Mellan 1073 och 1492 var staden huvudstad av Kungariket Kastilien och León, under Reconquista. Därifrån blev Valladolid huvudstad, där Reyes Católicos gifte sig och inrättade sitt hov. På 1500-talet gav Spaniens Karl I staden titeln 'Prima voce et fide'.
1074 blev Burgos biskopssäte och 1574 ärkebiskopssäte. Ett universitet anlades 1550 men lades senare ned. Vid fransmännens stormning 1808 skadades staden svårt. Den belägrades förgäves av Wellington 1812.
Under spanska inbördeskriget var Burgos säte för Francoregeringen 1936–1939.
Burgos utveckling har påverkats av stadens läge vid Jakobsvägen, vilket gynnar handeln och har medfört att Burgos fortfarande är en viktig knutpunkt och ett industriellt centrum i Spanien.

## Klimat

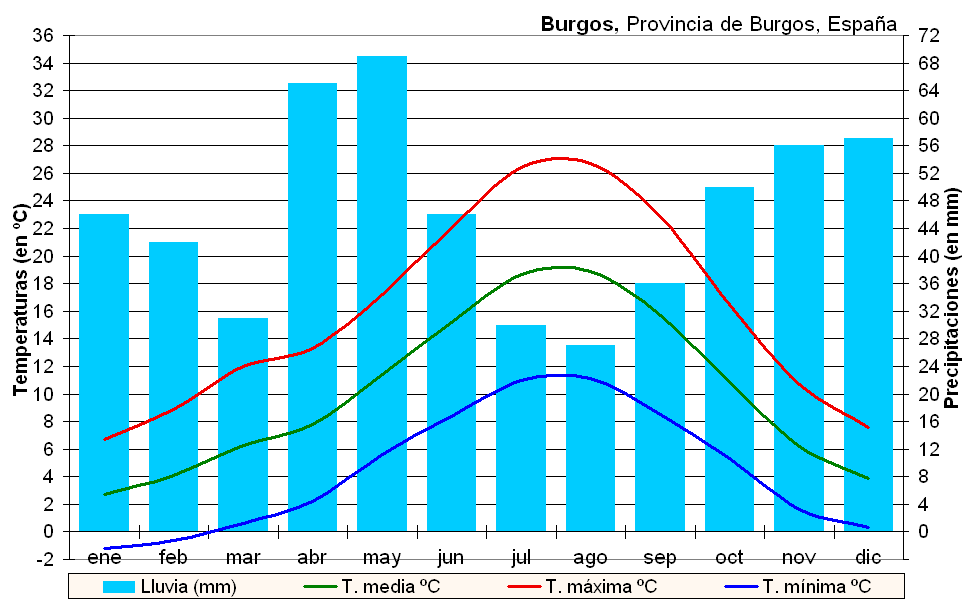
Burgos klimat

Burgos har ett Medelhavs-kontinentalt klimat. Våren är den regnigaste årstiden, och somrarna är milda och regnigare än Spaniens medelhavsområde. Vintrarna är kalla, med en lägsta temperaturer så låg som -10°C. Snön ligger i två eller tre veckor per säsong.

## Demografi
| 1981    | 1987    | 1991    | 1995    | 1999    | 2003    | 2007    |
| ------- | ------- | ------- | ------- | ------- | ------- | ------- |
| 156 449 | 158 331 | 163 507 | 166 251 | 161 984 | 167 962 | 174 075 |

## Sevärdheter

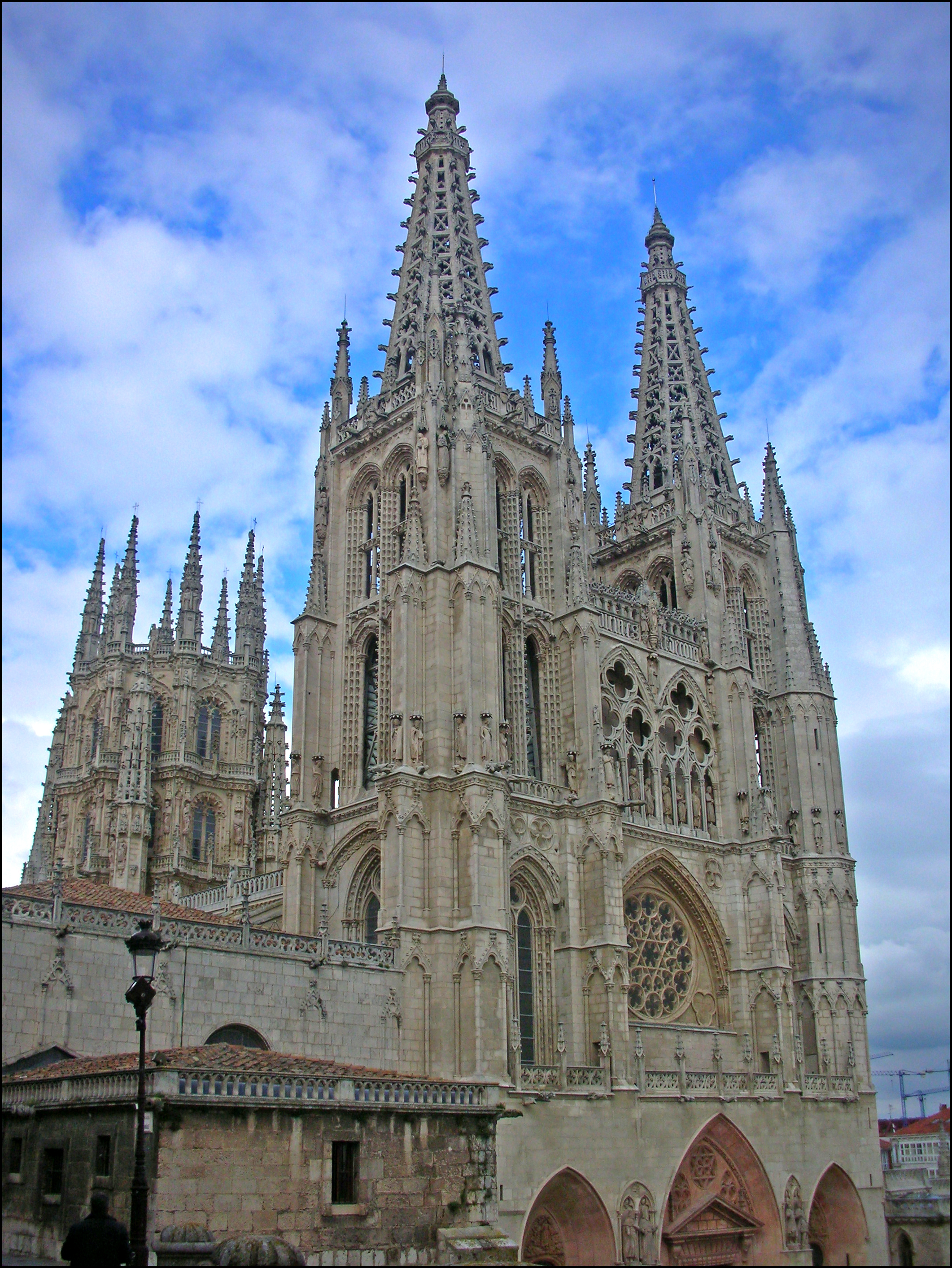
Burgos katedral

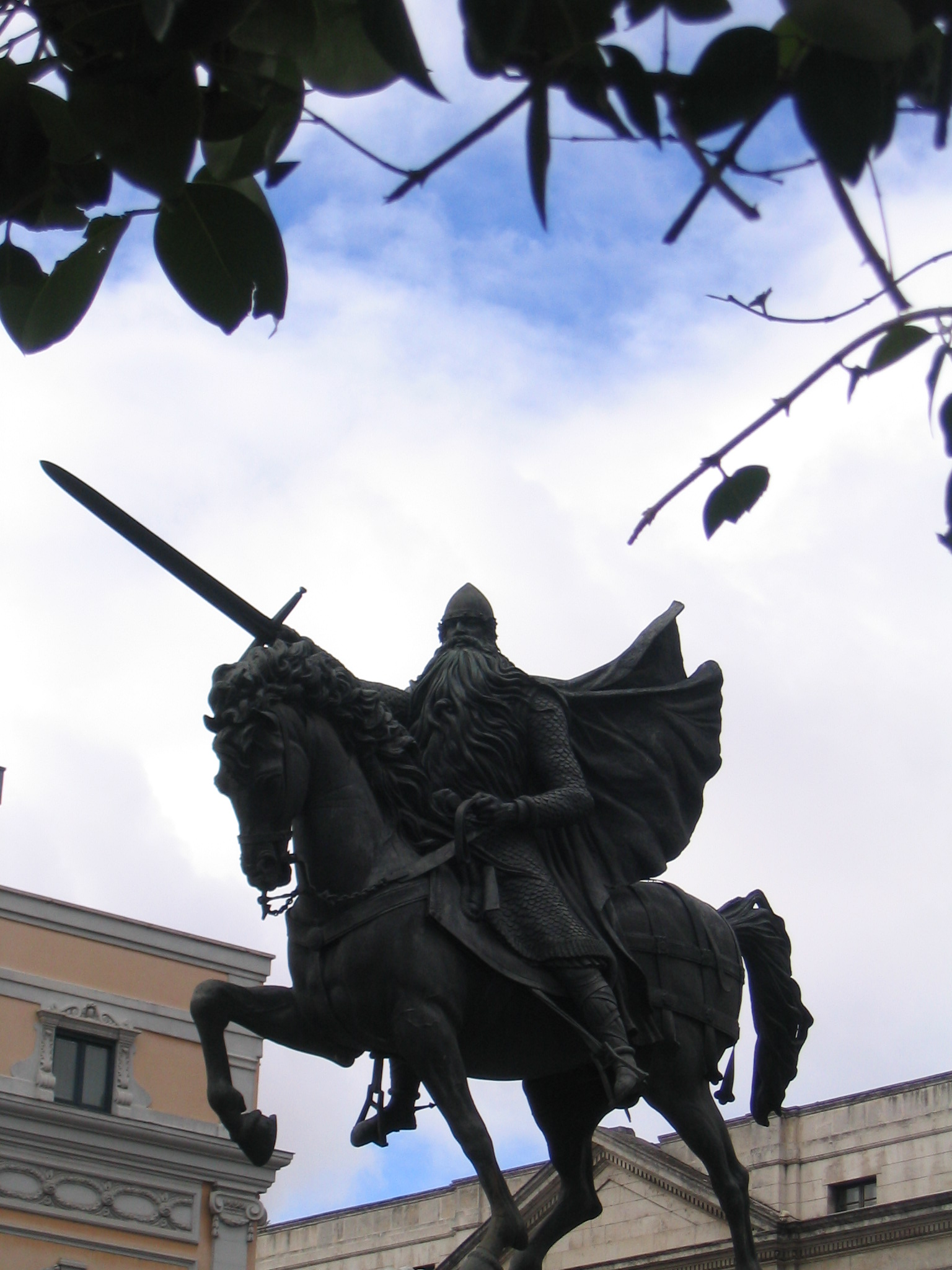
El Cid-staty, Burgos

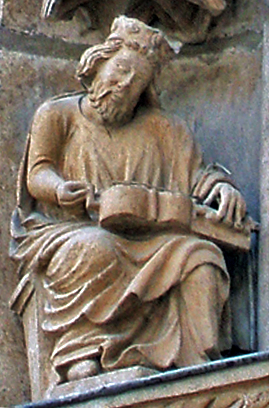
Vevlira i Burgos katedral

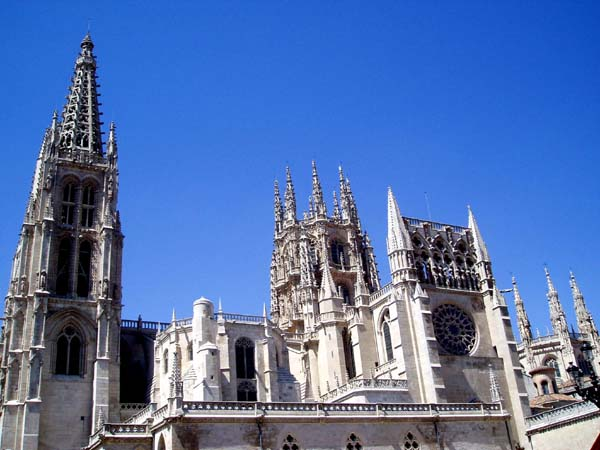
Burgos katedral

Det främsta av Burgos minnesmärken är Katedralen i Burgos, ett Unesco världsarv, en av de viktigaste gotiska katedralerna i världen. Den påbörjades 1221 och fullbordades på 1400-talet av Johan från Köln.
Andra viktiga minnesmärken och sevärdheter är:
- Religiösa minnesmärken
  - Kyrkor
    - Iglesia de San Gil Abad, San Gil-gatan 12.
    - Iglesia de San Nicolás de Bari, Fernán González-gatan. Gotisk, med en underbar stenaltartavla av Franz från Köln.
    - Iglesia de San Lesmes, San Juan-torget. Gotisk, från 1300- och 1400-talet.
    - Iglesia de San Esteban, Valentín Palencia-gatan 10. Gotisk. Byggd på 1200-talet på ett gammalt romersk tempel.
    - Iglesia de Santa Gadea (Santa Águeda), Santa Águeda-gatan.
    - Nuestra Señora la Real y la Antigua de Gamonal, Vitoria-gatan 224.
    - Iglesia de San Cosme y San Damián, Barrio Gimeno-gatan 8. Med en Renässans fasad.
    - Iglesia de San Lorenzo, San Lorenzo-gatan. Barock.

  - Kloster
    - Monasterio de Santa María la Real de Las Huelgas, där gravarna av många kastilianska kungar ligger.
    - Cartuja de Miraflores. Gotisk, kartusiankloster sedan 1442.
    - Monasterio de San Juan, numera kunstmuseum och utställningscentrum.
    - Convento de las Bernardas, numera musikhögskolan.
- Borgerliga minnesmärken
  - Ringmursrester och stadsportar (arcos)
    - Arco de Santa María
    - Arco de San Martín
    - Arco de San Esteban. Byggd i mitten av 1300-talet i mudéjarstil.
    - Arco de San Gil
    - En del av den medeltida ringmuren finns kvar.

  - Övrigt
    - Palacio de los Condestables de Castilla (Casa del Cordón). Så kallad på grund av snöret (cordón) som tillryggalägger fasaden. Renässans palats där Kastiliens Reyes Católicos 1497 mottog Christofer Columbus efter hans andra Amerikaresa.
    - Hospital del Rey. Numera Burgos Universitet.

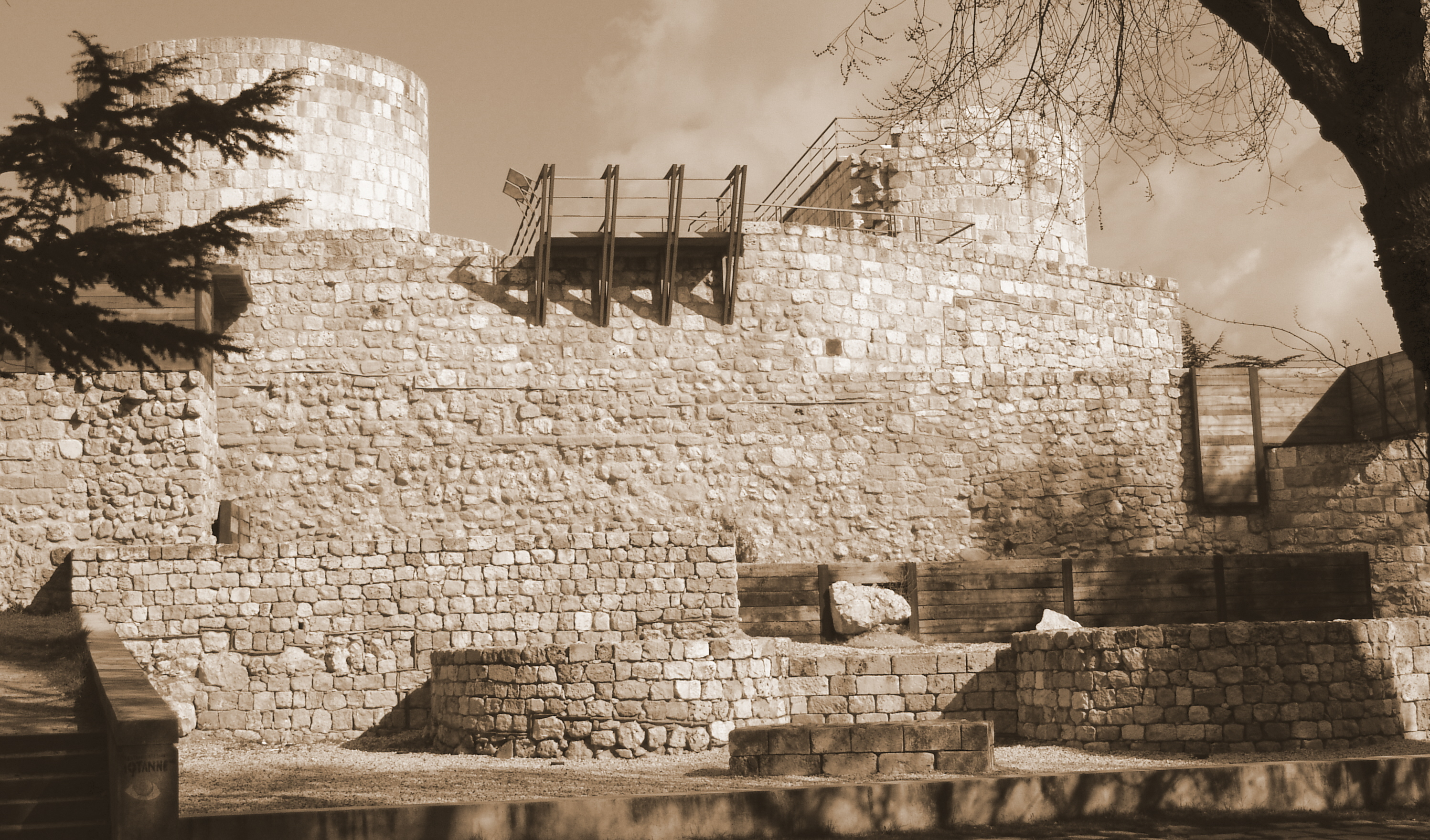
Resterna av Burgos borg, södra porten.

    - Resterna av Burgos borg.[4]

## Ekonomi
Ekonomin baseras på industri och turism. Det finns bland annat viktig fordonsindustri (Bridgestone, Benteler, Grupo Antolín...) och matindustri (Campofrío, Angulo, Grupo Mahou-San Miguel, Matutano...).

## Kommunikationer

### Flygtransport
Burgos flypgplats  (IATA: RGS, ICAO: LEBG) öppnades den 3 juli 2008. Numera har den flyg till Barcelona (må-ti-on-to-fr-sö) och Paris (to-sö) med Iberias regionalflygbolag Air Nostrum. Under sommaren 2008 flög också Lagun Air till Palma de Mallorca och Barcelona, och Air Nostrum till Palma de Mallorca.

### Vägtransport
Burgos ligger vid Spaniens A-1 väg (Europaväg E5) som förbinder Madrid med Baskien och går vidare till Frankrike och resten av Europa.
Burgos är förbunden med motorväg med de viktigaste städerna i norra Spanien:
- Ovannämnda A-1 till Madrid och (som betalmotorväg AP-1) till Miranda de Ebro, San Sebastián och Irún.
- A-231 till León (och därifrån mot Asturien och Galicien)
- A-12 (under byggnad) till Logroño (och därifrån till Zaragoza och Barcelona)
- A-73 (under byggnad) till Aguilar de Campoo (och därifrån till Santander)

### Tågtransport
Burgos ligger längs snabbtågslinjen Madrid – Norra Spanien, som nu förbinder Madrid och Valladolid och är under byggnad därifrån. .
Burgos har tåganslutningar med de flesta regionala huvudstäderna i Spanien.

## Mat och dryck
Bland de mest typiska rätterna i Burgos finns den risfyllda blodkorven morcilla, färskosten Burgos-ost och den kastilianska lammsteken. Överallt i staden men främst i centrum finns många tapasbarer som serverar typiska tapas och Ribera del Duero-vin.

## Vänorter
- Loudun, Frankrike
- Pessac, Frankrike
- San Juan de los Lagos, Mexiko
- Brygge, Belgien
- Valencia, Spanien
- Vicenza, Italien
- Settat, Marocko